# Giù al Nord (film)
Giù al Nord (Bienvenue chez les Ch'tis) è un film del 2008 co-scritto, diretto e interpretato da Dany Boon.
Secondo lungometraggio diretto dall'umorista francese Dany Boon dopo La Maison du bonheur (2006), il film racconta le vicende di Philippe Abrams, direttore di un ufficio postale nel sud della Francia, che viene trasferito per motivi disciplinari a Bergues, nel Nord-Pas-de-Calais, per un periodo di due anni. Per la prima volta, Kad Merad ricopre da solo un ruolo da protagonista, dopo essere stato noto al pubblico soprattutto per il sodalizio comico con Olivier Baroux nel duo "Kad e Olivier".
Uscito il 20 febbraio 2008 nel Nord-Pas-de-Calais e in alcune sale della Somme, il 27 febbraio nel resto della Francia, in Belgio e in Svizzera, il giorno successivo in Lussemburgo, e il 25 luglio in Canada, Giù al Nord ha riscosso un enorme successo di pubblico: con sorpresa degli stessi protagonisti, ha superato il numero di ingressi ottenuti da Tre uomini in fuga (1966), diventando così, con 20 489 303 biglietti venduti, il film francese con il maggiore incasso nella storia del botteghino nazionale, e il secondo in assoluto, subito dietro Titanic (1997) e i suoi 20 758 841 ingressi nel periodo di uscita iniziale.
Nel 2009 il film ha ricevuto una candidatura al Premio César per la miglior sceneggiatura originale. Dal film ne è stato tratto un remake italiano intitolato Benvenuti al Sud (2010) con protagonisti Claudio Bisio e Alessandro Siani, era in produzione un secondo remake negli Stati Uniti con protagonista Will Smith, ma il progetto venne bloccato.

## Trama

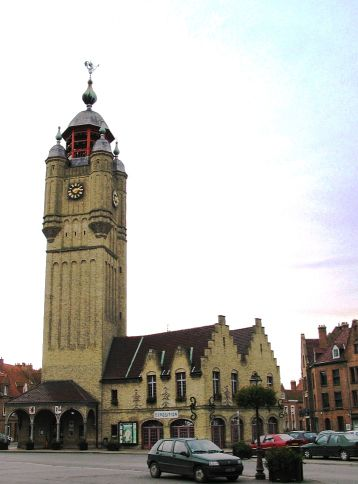
Bergues e il suo campanile

Philippe Abrams, direttore della sede delle poste francesi di Salon-de-Provence, cittadina della Provenza, sotto le pressioni della moglie Julie, che desidererebbe far vivere la famiglia in un luogo con un clima migliore, cerca in ogni modo di ottenere un trasferimento in una località marittima della costa mediterranea del Midi.
Philippe prova quindi a presentare una domanda di trasferimento a Cassis, che gli viene respinta poiché è stato preceduto in graduatoria da un collega disabile. Decide allora di fingersi invalido a sua volta, e tramite ciò riesce inizialmente a ottenere un trasferimento a Sanary-sur-Mer; tuttavia si fa ingenuamente scoprire dall'ispettore Lebic, inviato a controllare la sua disabilità. Jean Fénin, suo superiore e amico, gli rivela che per lui ci sono soltanto due sole possibilità: o il licenziamento per gravi infrazioni disciplinari oppure il trasferimento per due anni nel freddo Nord, a dirigere l'ufficio postale della piccola cittadina di Bergues, nei pressi di Lilla. Philippe prega Jean di aiutarlo, ma questi rifiuta, timoroso che l'eventuale scoperta di quanto successo possa compromettere la sua alta posizione nelle poste della cittadina. Il giorno prima della partenza, Philippe si reca nella casa di campagna dello zio di Julie, che gli dà delle informazioni sullo stile di vita del Nord, parlando di freddo polare, miseria, ignoranza, incomprensibilità del dialetto locale e antipatia della gente, e tutto ciò, detto da una persona che al Nord ci ha vissuto, non fa che aumentare le preoccupazioni di Philippe.
Credendo di trovare la cosiddetta nebbia ghiacciata e l'ostilità degli Ch'ti, gli abitanti del dipartimento Nord, Philippe si reca a Bergues vestito di diversi strati, ma rimane piacevolmente colpito nello scoprire un clima non troppo rigido, le bellezze del paesino e un'accoglienza calorosa da parte dei suoi nuovi colleghi e vicini di casa, di cui lentamente inizia a comprendere e parlare il dialetto e ad apprezzare le abitudini, e capisce quindi che in realtà le "dritte" dello zio di Julie altro non erano che falsissimi pregiudizi.
Il direttore meridionale finisce quindi per affezionarsi moltissimo alla gente locale e si trova coinvolto in diverse peripezie, tra cui far riavvicinare il postino Antoine all'ex fidanzata Annabelle (con cui non poteva più stare a causa di un litigio con la madre, con cui ancora Antoine viveva). In seguito Philippe si ritrova a dover gestire le conseguenze delle sue bugie sulla terribile ostilità e ignoranza della gente del posto raccontate alla moglie, la quale non gli aveva creduto quando aveva provato a raccontarle la verità. Quando Julie decide di venirlo a trovare a Bergues, gli abitanti, inizialmente arrabbiati con il protagonista, organizzano una sceneggiata per fare apparire il posto terribile come il marito glielo aveva descritto. Tre anni più tardi, quando tutta la famiglia Abrams si è trasferita a Bergues, Philippe sarà quasi triste nel dover ripartire per ricoprire l'agognato posto che gli è stato assegnato, quello di direttore delle poste a Porquerolles, isola al largo della costa provenzale, nel Sud.

## Produzione
L'idea del film Giù al Nord riprende in realtà un vecchio tema, quello delle differenze sociali e culturali tra il nord e il sud di uno stesso paese, già trattato in modo simile nel 1956 in Totò, Peppino e la... malafemmina, film che ha delle analogie con Giù al Nord. In Totò, Peppino e... la malafemmina Antonio e Peppino devono andare da Napoli a Milano e prima di intraprendere il viaggio chiedono consiglio all'odiato vicino di casa, Mezzacapa, che da giovane fu militare proprio a Milano; allo stesso modo in Giù al Nord il direttore delle poste chiede consiglio allo zio della moglie (Michel Galabru) che in gioventù visse nel nord della Francia.

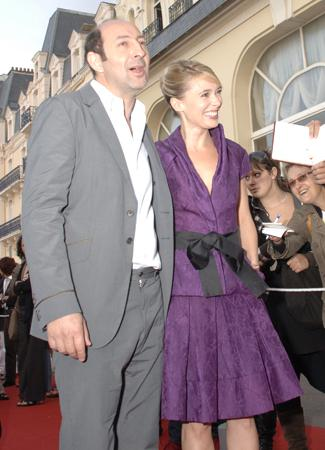
Kad Merad e Anne Marivin

I temi sono simili: i protagonisti vengono messi in guardia sul freddo che possono trovare al nord e così si coprono da capo a piedi per proteggersi, e incontrano delle difficoltà di comprensione: Totò e Peppino per farsi capire da un vigile milanese provano a parlare un misto di francese, spagnolo e tedesco, mentre in Giù al nord sono gli Ch'tis che, parlando la lingua piccarda, risultano spesso incomprensibili ai francesi del sud.

## Accoglienza

### Incassi
Giù al Nord ha ottenuto in Francia un successo straordinario, con 20 489 383 spettatori, ottenendo il record d'incassi tra i film francesi e piazzandosi al secondo posto dei film più visti di sempre dopo Titanic.

## Riconoscimenti
- 2008 - Festival du Film de Cabourg
  - Swann d'oro alla miglior rivelazione femminile (Anne Marivin)

## Remake
Il 1º ottobre 2010 è uscito nelle sale italiane Benvenuti al Sud, un remake di Giù al Nord con protagonisti Claudio Bisio, Alessandro Siani ed Angela Finocchiaro (in cui lo stesso Dany Boon, oltre a collaborare alla stesura, appare in un cameo); la versione italiana è ambientata sulla costiera cilentana (precisamente a Castellabate, in provincia di Salerno), e snocciola i classici stereotipi che dividono Nord e Sud Italia. Il remake italiano ha generato a sua volta un sequel, Benvenuti al Nord, con gli stessi protagonisti, ma con un percorso inverso, con ambientazione nella pianura padana, precisamente a Milano.
Un altro progetto di remake di Giù al Nord da realizzarsi negli Stati Uniti, con protagonista Will Smith, è stato invece annullato per via di divergenze tra Dany Boon e la produzione statunitense.